# Tygh Valley, Oregon
Tygh Valley, Oregon (енгл. Tygh Valley) насељено је место без административног статуса у америчкој савезној држави Орегон.

## Демографија
По попису из 2010. године број становника је 206, што је 18 (-8,0%) становника мање него 2000. године.
| Група             | 2000.       | 2010.       |
| Белци             | 213 (95,1%) | 187 (90,8%) |
| Афроамериканци    | 0 (0,0%)    | 0 (0,0%)    |
| Азијати           | 5 (2,2%)    | 0 (0,0%)    |
| Хиспаноамериканци | 0 (0,0%)    | 3 (1,5%)    |
| Укупно            | 224         | 206         |